# Departamento de Linares
| Departamento de Linares   | Departamento de Linares                                   |
| ------------------------- | --------------------------------------------------------- |
| Cabecera:                 | Linares                                                   |
| Superficie:               | km²                                                       |
| Habitantes:               | hab                                                       |
| Densidad:                 | hab/km²                                                   |
| Comunas/ Subdelegaciones: | - Linares - Yerbas Buenas - Colbún - Longaví (desde 1937) |
| Ubicación                 |                                                           |
|                           |                                                           |

| Departamento de Linares | Departamento de Linares |
| ----------------------- | --- |
| Cabecera:               | Linares |
| Superficie:             | km² |
| Habitantes:             | hab |
| Densidad:               | hab/km² |
| Subdelegaciones:        | - 1a Linares - 2a Linares - 3a Arrayanes - 4a Yerbas Buenas - 5a Esperanza - 6a Aiquen - 7a Colbún - 8a Panimávida - 9a Putagan - 10a San Antonio - 11a Vegas de Saldías - 12a Ancoa - 13a San José - 14a Longaví - 15a Mesamávida - 16a Catentoa - 17a Bodega - 18a Pilcoyán |
| Municipalidades:        | - capital departamental: - Linares - otras municipalidades (1891) - Yerbas Buenas (1891) - Panimávida (1904) |
| Ubicación               | |
|                         | |

El Departamento de Linares es una antigua división administrativa de Chile. Fue creado sobre la base del antiguo Partido de Linares, dependiente de la Intendencia de Concepción. En 1826, pasó a pertenecer a la creada Provincia de Maule. La cabecera del departamento fue Linares
En 1873, se crea la Provincia de Linares, de la que es su capital; y de la división del Departamento de Linares se crea el Departamento de Loncomilla. 
Con el DFL 8582, del 30 de diciembre de 1927, vuelve a integrar la Provincia de Maule, siendo Linares, la capital provincial.
En 1936, se restituye la Provincia de Linares.

## Límites
El Departamento de Linares limitaba:
- al norte con el Río Maule y el Departamento de Talca.
- al oeste con el Departamento de Cauquenes y luego con el Departamento de Constitución y el Departamento de Cauquenes.
- al sur con el Departamento de Parral.
- al este con la Cordillera de Los Andes.

Luego con las divisiones sucesivas
- al norte con el Departamento de Loncomilla.
- al oeste con el Departamento de Cauquenes.
- al sur con el Departamento de Parral.
- al este con la Cordillera de Los Andes.

## Administración
La administración estuvo en Linares, en donde se encontraba la Gobernación Departamental, y desde 1873 se encontraba la Intendencia Provincial. Para la administración local del departamento se encuentra, además, la Ilustre Municipalidad de Linares.
El 22 de diciembre de 1891, se crea la Municipalidad de Yerbas Buenas, con sede en Yerbas Buenas, administrando las subdelegaciones 4a, Yerbas Buenas; 5a, Esperanza; 6a, Aiquen; 7a, Colbún; 8a, Panimávida y 9a, Putagan del departamento con los límites que les asigna el decreto del 16 de octubre de 1885. 
Las subdelegaciones restantes (1a, Linares; 2a, Linares; 3a, Arrayanes; 10a, San Antonio; 11a, Vegas de Saldías; 12a, Ancoa; 13a, San José; 14a, Longaví; 15a, Mesamávida; 16a, Catentoa; 17a, Bodega y 18a, Pilcoyán) del departamento con los límites que les asigna el 16 de octubre de 1885 son administradas por la Ilustre Municipalidad de Linares.
En 1904 se segregan las subdelegaciones 7a, Colbún, 8a, Panimávida y 9a, Putagan de Yerbas Buenas para crear la comuna de Panimávida, que en 1923 es reemplazada por la actual comuna de Colbún.

## Subdelegaciones
De acuerdo al decreto del 16 de octubre de 1885, las siguientes son las subdelegaciones:
- 1a, Linares
- 2a, Linares
- 3a, Arrayanes
- 4a, Yerbas Buenas
- 5a, Esperanza
- 6a, Aiquen (Arquén)
- 7a, Colbún
- 8a, Panimávida
- 9a, Putagan (Putagán)
- 10a, San Antonio
- 11a, Vegas de Saldías
- 12a, Ancoa
- 13a, San José
- 14a, Longaví
- 15a, Mesamávida
- 16a, Catentoa
- 17a, Bodega
- 18a, Pilcoyán

## Comunas y subdelegaciones (1927)
De acuerdo al DFL 8583 en el departamento se crean las siguientes comunas y subdelegaciones:
- Linares, que comprende las antiguas subdelegaciones: 1.a y 2.a, Linares; 3.a, Arrayanes; 10.a, San Antonio; 11.a, Vegas de Saldías; 12.a, Ancoa; 13.a, San José; 14.a, Longaví; 15.a, Mesamávida; 16.a, Catentoa; 17.a, Bodega, y 18.a, Pilcoyán.
- Yerbas Buenas, que comprende las antiguas subdelegaciones: 4.a, Yerbas Buenas; 5.a, Esperanza y 6.a, Arquén.
- Colbún, que comprende las antiguas subdelegaciones: 7.a, Colbún;8.a, Panimávida, y 9.a, Putagán.